# Purpurpitahaya
Purpurpitahaya (Hylocereus costaricensis) är en art i växtfamiljen kaktusväxter från södra Centralamerika till Peru. Den växer vanligen epifytiskt eller som markbunden över klippor och buskage. Ofta används det vetenskapliga Hylocereus polyrhizus om denna art, men detta namn går inte säkert att knyta till någon speciell art och bör undvikas.
De trekantiga stammarna är daggiga med vitaktigt eller grått vax. Ribbornas kanter är gröna och blir inte förhårdnande och hornlika. Blommorna blir cirka 30 cm långa och har stora, mångfärgade, överlappande fjäll på blompipens utsida. Frukten är röd med, purpurfärgad pulpa/fruktkött.
Arten liknar mexikansk pitahaya (H. ocamponis), som dock har bruna, hornaktiga kanter på stammarnas ribbor, vilket purpurpitahayan inte har.
Röd pitahaya (H. undatus), har gröna, inte grådaggiga stammar, blommorna har rent gröna fjäll på blompipen, inte mångfärgade, och frukter med vitt, inte purpur fruktkött. Arten förväxlas även med H. monacanthus, som dock har blommor utan överlappande fjäll på blompipen, samt färre hylleblad, ofta rosa, som har en rödaktig bas.

## Synonymer
- Cereus costaricensis (F.A.C.Weber) A. Berger
- Cereus trigonus var. costaricensis F.A.C.Weber